# غاري مولر
غاري مولر (بالإنجليزية: Gary Muller)‏ مواليد 27 ديسمبر 1964 في ديربان، هو لاعب كرة مضرب جنوب أفريقي سابق بدأ مسيرته كمحترف سنة 1985 وكان يلعب باليد اليسرى، اعتزل اللعب في 1997. أعلى تصنيف له في الفردي كان المركز الـ 49 في سنة 1990. أعلى تصنيف له في الزوجي كان المركز الـ 7 في سنة 1993.

## روابط خارجية
- غاري مولر على موقع رابطة محترفي التنس (الإنجليزية)
- غاري مولر على موقع الاتحاد الدولي لكرة المضرب (الإنجليزية)
- غاري مولر على موقع كأس ديفيز (الإنجليزية)
- غاري مولر على موقع خلاصة التنس.كوم (الإنجليزية)